# Bartłomiejowice (Couïavie-Poméranie)
Pour les articles homonymes, voir Bartłomiejowice.
Bartłomiejowice (prononciation [bartwɔmjɛjɔˈvit͡sɛ]) est un village de la gmina d'Osięciny du powiat de Radziejów dans la voïvodie de Couïavie-Poméranie, en Pologne.

## Histoire
De 1975 à 1998, le village est attaché administrativement à l'ancienne voïvodie de Włocławek.

Depuis 1999, il fait partie de la nouvelle voïvodie de Couïavie-Poméranie.